# Всеукраинское фотокиноуправление
Всеукраинское фотокиноуправление (ВУФКУ) — государственная кинематографическая организация, период существования с 1922 по 1930 год.

## История создания

### Основание
13 марта 1922 года ВУФКУ был создан на базе Всеукраинского кинокомитета, получив юридический статус от Украинского экономического совета 2 мая 1922 года. Государственная организация объединила всю отрасль, включая киностудии, кинопрокат, кинопромышленность, кинообразование и кинопрессу Украины и Крыма в период с 1922 по 1930 год.
В совет ВУФКУ входило пять человек, выбранных административной властью и утверждённых правительством.
В распоряжение организации попадают ателье Ермольева и Ханжонкова в Ялте, а также студии Гроссмана, Харитонова и Борисова в Одессе. Через 3 года ВУФКУ становится второй по мощности государственной кинофирмой в СССР после «Совкино», если взять за экономический критерий принцип самофинансирования.

### Начало деятельности
ВУФКУ подписывает договоры про сотрудничество с Турцией и начинает переговоры с фирмами Кодак (Kodak) и Пате (Pathe). Но экономическая блокада, которую держат западные страны против СССР, приводит к тяжелым условиям для кинопроизводителей. За новые фильмы им предлагают лишь чистую плёнку. Регулярное производство фильмов начинается 15 июня 1923 года после получения плёнки и химикатов из Германии. Тем временем экономическая ситуация ухудшается в связи с массовым закрытием кинозалов из-за повышения налогов. Государственная монополия и непомерные налоги тормозят работу студий (в Крыму даже действовала двойная монополия московского Госкино и ВУФКУ).
Как только новая фискальная политика приводит к уменьшению налогов, начинает расти количество кинозалов. На протяжении 1924—1925 годов число кинозалов увеличилось с 110 до 714, в период с 1925 по 1927 года количество киноустановок в сёлах выросла с 215 до 715. Улучшенные фотоаппараты КОК закупают у компании Пате, частично изготовляют самостоятельно (в 1925 году их произвели 120 штук). В состав киноустановок входят киноэкран, киноаппарат для демонстрации фильмов, комплект запасных ламп (125 штук по 25 ампер каждая). Кинопоказ проводится бесплатно, дополнение кинопрограмм тоже бесплатное, а в 1929 году эксплуатацию киноустановок отдают под контроль сельскохозяйственной сети. На этот же год зарегистрировано 2336 киноустановок на Украине, в ВУФКУ работает уже около тысячи творческих, инженерно-технических работников и обслуживающего персонала.
Растет количество собственных выпущенных фильмов, в 1922 их было только 3, а в 1928 — уже 36. В течение 1928—1929 годов в прокат попадают 30 игровых полнометражных и 38 культурно-образовательных фильмов, которые смотрели 16 миллионов 890 тысяч зрителей (на тот момент киностатистика считала оптимальным прокатом какого-нибудь боевика 2 миллиона проданных билетов)
В эти же годы создается два новых завода для потребностей киноиндустрии: оптико-механический КИНАП в Одессе и завод по изготовлению киноплёнки «Свема» в г. Шостка.
С приходом НЭПа и свободного рынка республикам предоставляется прокатная монополия. Начиная с 1923 года, ВУФКУ сохраняет эксклюзивность кинопроката, благодаря чему получает прибыль от собственной продукции (от 12 % в 1924 году до 34 % в 1937 году). Прокатом занимаются и национализированные и частные компании (такие как «Билиани и К°», «Эллин», «Донатель», «Левин и К°»), они ведут безжалостную конкуренцию за влияние на иностранные фирмы.
В 1924 году ВУФКУ взяла контроль над тиражированием контратипов, ликвидируя тем самым систему подпроката. Также организация привлекла талантливых писателей из влиятельных литературных групп «Гарт» и «Плуг» для создания нового репертуара Ю. Яновского, В. Радыша, М. Йогансена, Г. Косынку, О. Досвитного, В. Ярошенко, И. Бабеля, О. Корнейчука. На объявленный сценическим советом призыв отовсюду начали приходить рукописи сценариев — в течение только одного года пришло около 1300 сценариев, в основном от неизвестных авторов, лишённых какой-либо творческой или общественно-политической ценности.
С 1925 года ВУФКУ начало выпускать собственный ежемесячный журнал «Кино». Постоянным автором и фактическим редактором журнала был Н. Бажан. Кроме него на страницах журнала регулярно печатались не только журналисты, режиссёры, писатели, которых активно привлекали к участию в кино, но и работники производственной и административной сфер. Авторы боролись за возможность выхода на международные рынки для союзных республик, рассказывали о дискриминационных мерах союзных указов, касающихся украинского кино, а также бюрократизм и формализм в отношении творчества. В конце 1920-х годов протест против посягательств на независимость украинского кино был одной из главных тем журнала. Номера журнала «Кино», в которых освещалась борьба ВУФКУ против централизации, были изъяты из оборота на Украине (сейчас их можно прочитать в Москве в библиотеке имени Ленина). Журнал «Кино» получали парижская и лондонская библиотеки, академическая читальня в Праге, киночитальня в Берлине. В Киев и Одессу приходила зарубежная пресса с отзывами на украинские фильмы
В 1925 году создается конфликтная ситуация около национальных кинематографов республик, входящих в состав СССР. Одновременно с продлением монополий на прокат, вводится ряд внутренних таможенных границ между республиками Союза. Комиссариаты народного образования, в компетенцию которых входит подбор фильмов для проката, в первую очередь интересуются фильмами, которые отвечают их собственным критериям и языком, на котором написаны титры. Начинается перестройка киноорганизаций, характеризующаяся более строгим контролем над местными самоуправлениями, направленное на их тотальное отчуждение. В этом же году «Совкино» (созданное на базе объединения российских кинофирм) получает монополию проката, экспорта и ввоза кинокартин. Устанавливаются квоты: за 20 российских картин, продемонстрированных на Украине, украинских в России показывают только 6. Качественные фильмы, заказанные ВУФКУ, со временем запрещает московский Репертком. ВУФКУ решает вести собственную репертуарную политику. Оно отказывается или откладывает импорт российских картин (так, например, это случилось с известным фильмом С.Эйзенштейна «Броненосец Потёмкин»). Происходит ряд, компрометирующих обе стороны предупреждений от правительства, но ситуации это не улучшает: Госкино и ВУФКУ игнорируют друг друга годами. Не улучшает ситуацию и договор, подписанный 25 мая 1927 года между ВУФКУ и Госкино про обмен фильмами — такие известные украинские фильмы как «Борьба гигантов», «Гамбург», «Укразия», «Два дня» и «Ночной извозчик», показанные в западной Европе, не попадают на российские экраны даже после этого соглашения. В 1924—1925 годах украинские фильмы составляли 7 % в кассовых поступлениях российских кинозалов, в 1927 — 39 %, в 1928 — 20 % от всей советской кинопродукции.
В конце 1927 года руководитель ВУФКУ О. Шоб прогнозировал, что в ближайшие годы Украина доведет кинопроизводство до ста фильмов в год. Экономика опиралась не только на внутренний рынок, а и на зарубежный — были подписаны соглашения со всеми киноорганизациями союзных республик, планировалось печатать по 70 копий каждого фильма. Не хватало плёнки: то что привозилось из-за границы распределялось так Совкино — 65 %, ВУФКУ — 20 %, остальное шло другим национальным киноорганизациям. Но это не останавливало руководителей украинской киноотрасли. «Все факторы говорят про то, что Украина из-за своих природных, технических и материальных возможностей в течение ближайших лет станет центром советской кинематографии» — сообщал журнал «Кино».
Украинское фильмопроизводство до 1926 года было сосредоточено на Одесской и Ялтинской студиях. 1 декабря 1928 года начала работу Киевская кинофабрика, которая в 1929 году должна была выпустить 11 художественных и 37 полнометражных культурно-образовательных фильмов.

### Международный резонанс
В октябре 1926 года ВУФКУ переехало из Одессы в Киев, поскольку тут должно было начаться строительство кинофабрики. ВУФКУ приглашало в Киев зарубежных кинодеятелей. Журнал «Кино» писал в ноябре 1927 года про приезд известного французского кинокритика и теоретика Кино Леона Мусинака. Зарубежные коллеги советовали украинским кинематографистам ориентироваться на мировой кинорынок. Как свидетельствовал Евгений Деслав, корреспондент журнала в Париже, за дату выхода украинского кино на международный форум, следует считать вторую половину 1927 года — с этого времени про украинское кино регулярно пишет заграничная пресса.
С 1926 года Украина становится вторым после США поставщиком кинопродукции для Германии. В 1927 году ВУФКУ отослало в Париж и Берлин фильмы «Тарас Трясило», «Сорочинський ярмарок», «Микола Джеря», «Свежий ветер», «Алим», «Блуждающие звёзды», «Сумка дипкурьера», «ПКП». Реакция деловых кругов была благоприятной: ряд французских, немецких, австрийских и чешских фирм показали желание закупить украинские фильмы для своего проката, журналы разных стран печатали двухнедельные обзоры текущей продукции ВУФКУ. Международный альманах «Все кино» за 1927 год имел адреса всех филиалов ВУФКУ, информацию и статистику украинского кино. В 1928 году для фирмы Пате-Норд (Pathe-Nord) закуплено 13 фильмов уже известных на Украине режиссёров П. Чардынина, Г. Гричер-Чериковера, Г. Тасина, Г. Стабового, Ф. Лопатинского, П. Долины, М. Терещенко, Д. Вертова, А. Довженко С 1929 года ВУФКУ экспортирует в США, Германию, Францию, Японию свои фильмы — «Атаман Хмель», «Слесарь и канцлер», «Остап Бандура». На заработанные с продаж средства появляется возможность закупать материалы, чистую плёнку и новые фильмы. «Совкино» за 1926 год от заграничного проката получило больше 1 миллиона рублей, ВУФКУ прогнозировало: «Сто картин в год, пусть и не полностью использованных на заграничном рынке, дадут украинской кинематографии несколько миллионов валютой» (журнал «Кино», 1927, № 18).
Корреспондентами печатного органа ВУФКУ журнала «Кино» становятся Евгений Деслав в Париже, Мирослав Ирчан в Нью-Йорке и Канаде, Лео Кац в Вене. Они присылают свои репортажи на Украину, где их включают в строго контролируемые партией кинохроники «Маховик» (1924—1925 года), «Хроника ВУФКУ» (1925 год), «Кинонеделя» (1924—1929 года).

### Развитие кинопрессы и кинокритики
Считается что именно развитие кинопрессы благоприятствовал развитию наиболее авангардной деятельности кино. Наилучшие периодические издания пестрят статьями про теорию, историю, эстетику, фильмологию и технику киносъёмок. Про это пишут «Зритель» (Одесса, 1922), «Фото-кино» (Харьков, 1922—1923), «Силуэты» (Одесса, 1922—1923), «Экран» (Харьков, 1923), «Кино» (Харьков, 1925—1927, Киев 1927—1933), «Кинонеделя», орган ВУФКУ (1927), эстафету которого приняла «Киногазета» (1928—1932), «Юголеф» (Одесса, 1924—1925). Очень активной является и деятельность кинокритиков: Н. Бажана (основателя украинской кинокритики и редактора журнала «Кино»), А. Вознесенского, О. Полторацкого, Л. Скрипника, Г. Затворницкого, Д. Бузько. Они поднимают вопросы и начинают дебаты, касающиеся эстетических и идеологических концепций Седьмого Искусства. Выходит значительное количество монографий и исследований на переломе 30-х годов: «Зарисовки по теории искусства» Л. Скрипника, «Кино — оружие масс» Д. Батурова, «Что такое кино?» Ю. Кривина, «Живет кино» и «Три оператора» М. Ушакова, «Самое важное из искусств» М. Буша, «Искусство экрана» А. Вознесенского, «Звуковое кино» Й. Сивого, «Трюки в кино» Н. Вороного, «Зарубежное кино» О. Фомичёвой, «Кино в селе» К. Солодаря, «Рождение украинского советского кино» Я. Савченко, «Голливуд на Чорном море» Ю. Яновского, «Актеры и продюсеры» П. Нечесы, «Записки кинорежиссёра» С. Орловича, «Александр Довженко» Н. Бажана.

## Основные направления деятельности ВУФКУ

### Игровое кино
В период с 1921 по 1929 годы на Украине расцветает настоящее национальное киноискусство во главе с выдающимися творцами золотого века ВУФКУ — режиссёрами Лесем Курбасом, Владимиром Гардиным, Петром Чардининым.
Из-за нехватки квалифицированных режиссёров и технического персонала на протяжении определённого времени украинское кинопроизводство выглядит не очень профессиональным. Государственный техникум кинематографии, подчинённый ВУФКУ, ещё не в состоянии насытить национальную киноиндустрию специалистами. Печатный орган ВУФКУ журнал «Кино» сообщал, что на базе Одесского кинотехникума будет создан киноинститут и отделение кино-фото-театра в Киевском художественном институте. Поэтому ВУФКУ вынуждено приглашать к себе на студии выдающихся деятелей русского кинематографа. В Ялте устраиваются режиссёр Владимир Гардин и оператор Борис Завелев, актёры Николай Панов, Олег Фрелих, Зинаида Баранцевич, Иван Худолеев. Петр Чардынин, Николай Салтиков и оператор Евгений Славинский поселяются в Одессе. На протяжении нескольких лет эти люди будут стимулировать кинопроизводство национального и европейского устремления, с большевистской доминантой.
Владимир Гардин, уже сформированный режиссёр, который имел свыше 30 поставленных ещё до революции картин, за два года осуществляет несколько постановок для ВУФКУ: в 1922 году «Последняя ставка мистера Энниока», 1923 г. «Призрак бродит по Европе», 1924 г. «Помещик», «Слесарь и канцлер», «Атаман Хмель» и «Остап Бандура». Контракт с Гардиным прервется неожиданно, в период его подготовки к съёмкам «Тараса Бульбы».
Петр Чардынин имел свыше двухсот поставленных ещё до революции картин, признанный самым компетентным и самым заметным русским режиссёром, основоположник украинского и русского кинематографа, снял для ВУФКУ на Одесской киностудии 16 картин, среди которых самые яркие «Укразия»(1925 г.), «Тарас Шевченко»(1926 г.), «Тарас Трясило»(1927 г.).
Исключением является работа для ВУФКУ театрального режиссёра, украинца Леся Курбаса, который начал интересоваться киноискусством в 1924—1925 годах. На протяжении этих лет Курбас вместе с ближайшими сотрудниками О. Ватулей, П. Долиной, К. Кошевским, П. Нятко, М. Терещенко, Ф. Лопатинським и В. Меллером снимает свои фильмы «Вендетта» (сценарий М. Борисова и Г. Стабового), «Макдональд» и «Арсеналцы».
Начиная с 1925 года ВУФКУ приглашает к сотрудничеству также немецких кинематографистов : операторов Мариуса Гольдта и Иосифа Рону, декораторов Генриха Вайзенгерца, Гаакера, Ойстховского для Одесской кинофабрики, Николая Фаркаша и Г. Рейнгольдта для Ялтинской. Короткое время также работает на Одесской кинофабрике приглашённый из Турции режиссёр Эртугрула Мухсин-бей(ставит фильм «Спартак») и Александр Грановский, основатель еврейского театра в России, который снимает на Одесской кинофабрике фильм «Еврейское счастье» по заказу «Совкино» на американское финансирование.
После 1926 года происходит интенсивное привлечение к работе всего украинского творческого потенциала — писателей, журналистов, драматургов, фотографов, художников-декораторов. Планируется создание спецфонда сценариев на основе украинских произведений до- и послереволюционного периода и зарубежной литературы, идеологически безукоризненных и загодя одобренных властью. Следить за отбором материала поручено литературно-художественному совету, в состав которого входят представители партии, профсоюзов, комиссариатов народного образования, гигиены, прессы, а также «Общества друзей советского кино». Устанавливая идеологический надзор, партия направляет кинопроизводство в сторону осуждения независимых кругов. Так появляются заказанные ВУФКУ фильмы «П К П/Пилсудский купил Петлюру» Г. Стабового и А. Лундина, «Трипольская трагедия», снятая О.Анощенком, о зверствах петлюровцев. Появляется ряд агитмелодрам, среди которых «Синий пакет» Ф. Лопатинского, «Ордер на арест» Г. Тасина.
После периода относительно короткого формирования ВУФКУ доказывает, что овладело системой планирования кинопроизводства. Сметы полнометражных картин уменьшаются благодаря эффективности такой плановой работы (например, в 1925 году смета в среднем представляла 103 тысячи рублей, а в 1926 уже 69 тысяч). Половина сценариев пишется штатными писателями. Писатели положили начало тематическому ряду сценариев, на основе которых были снятые фильмы о безработице и забастовке в западноевропейских странах — «Борьба гигантов» В. Турина, «Гамбур» В. Баллюзека. Этот революционный и интернациональный дух будет ещё долго пронизывать все советское кино. Были популярными и темы коллективизации («Убийство селькора Малиновського» П. Сазонова), сиротства («Марийка» А. Лундина), шпиономании(«Подозрительный багаж» Г. Гричера-Чериковера, «Дело № 128» А. Кордюма), развлечения и экзотика(«Герой матча» Л.Константиновского, «Алим» Г. Тасина). Не остается и в стороне ВУФКУ в экранизации классиков литературы. Так появляются «Микола Джеря» по произведению И. Нечуй-Левицкого и «Вдогонку за судьбой» по произведению М. Коцюбинского М. Терещенко, «Сорочинская ярмарка» по произведению Н. Гоголя Г. Гричера-Чериковера, «Короли воска» по произведению И.Франко «Борислав смеется» И. Рони. Овладение современной проблематикой в украинском кинематографе происходит медленнее, чем в литературе или изобразительном искусстве. Только в 1927 году появляются картины на тему нынешнего времени, где порою рядом, неразделёнными стоят производственная и любовная линии(«Взрыв» П. Сазонова, «Цемент» В. Вильнера). Борьба с капитализмом также часто переплетена с любовными интригами, как в фильме «Тени Бельведера» О. Анощенко или «Муть» Г. Тасина.
1927 и 1928 годы отмечены появлением фильмов-шедевров, которые получили мировую славу и международное признание: «Два дня» (1927) Георгия Стабового, снятого на Ялтинской кинофабрике и «Звенигора» Александра Довженко, снятая на Одесской кинофабрике ВУФКУ. Впечатление американских критиков «Таймса» от фильма «Два дня», что демонстрировался в Нью-Йорке: «Художественная сторона фильма не была слишком нагружена пропагандой, как бы мы могли надеяться из страны Сталина. (…) Фильм „Два дня“ отличается от всех других советских фильмов, какие мы видели, тем, что он концентрирует драматизм не на массе, а на индивидууме». В этот же период для ВУФКУ работает Дзига Вертов(Давид Кауфман), ставя документальную картину «Одиннадцатый» о сооружении гидроэлектростанции. Леонид Могилевский ставит на основе 40 тыс. метров хроники о революционных событиях фильм «Как это было» в 1928 г. и «Документ эпохи», где использованные неизвестны общественности кадры хроники о входе белогвардейцев в Киев, провозглашение УНР в 1918 году и банкет у гетмана. Он же вместе с А. Довженко организует первую на Украине кинотеку, в которую входят 350 негативов ВУФКУ и приблизительно 2100 копий советских и заграничных фильмов.
Два раза для экранизации своих сценариев на Украину приезжает Владимир Маяковский, сначала в 1922 году, потом между 1926 и 1928 годами. Но как и в России, он сталкивается в ВУФКУ с непониманием и нерешительностью директоров, не находит режиссёра, способного экранизировать его новаторские сценарии. 10 сценариев ВУФКУ заказало Маяковскому, и только 2 из них экранизировало, загодя выхолостив сатирические элементы. Это детские фильмы «Трое» О. Соловьёва и «Октябрюхов и Дєкабрюхов» О. Смирнова и О. Искандер.
За 1928—1929 годы было снято ещё много фильмов, самым ярким из которых является «Проданный аппетит» М. Охлопкова, «Джимми Гиггинс» и «Ночной извозчик» Г. Тасина, «Арсенал» А. Довженко, «Человек с киноаппаратом» Д. Вертова и «Ливень» И. Кавалеридзе. Заметной темой в фильмах ВУФКУ является эмансипация женщины. Она раскрыта в фильмах «Студентка» О. Каплера, «Мертвая петля» О. Перегуды и «Большое горе маленькой женщины» М. Терещенко.

### Анимационная кинематография
ВУФКУ также даёт дорогу молодым аниматорам. Ещё в 1926 году ВУФКУ организует анимационный комбинат во главе с В. Левандовским и В. Девяткиным а также с их художниками-фазировщиками С. Гуецким, Е. Горбачем, И. Лазарчуком. Для киножурналов, которые сопровождали показ фильмов, комбинат создаёт фильм об изучении украинского языка «Украинизация»(реж. В.Девяткин), «Сказку о соломенном бычке» и «Сказке про Белочку-хозяюшку и Мышку-злодеечку»(реж. В.Левандовский). Для создания своих работ В. Левандовский изобретает автоматический карандаш — далекого предвестника компьютерной анимации. Впоследствии его приглашают в Москву и он не завершит ещё один свой анимационный фильм «Тук-тук на охоте». В 30-е годы он будет участвовать в создании «Союзмультфильма». В 1929 году аниматоры Б. Зейлингер, Г. Злочевский и Д. Муха ставят первый на Украине объемный анимационный фильм «Клубничное варенье». Ещё один украинец по происхождению Александр Птушко оказывается в Москве, где создаст первую в мире полнометражную кукольную анимационную ленту «Новый Гулливер».

### Культурно-образовательные фильмы
Культурфильмам в ВУФКУ уделяется особое внимание. Большая часть кинопроизводства в начале деятельности ВУФКУ (не менее 165 фильмов в течение первых трёх лет) попадает на научно-популярные, сельскохозяйственные, антирелигиозные, учебно-инструктивные и санитарно-образовательные ленты. Начиная с 1922 года для демонстрации таких фильмов даже обустраиваются специальные залы, а в обычных залах любой сеанс обязательно состоит из игрового фильма, хроникальной ленты и культурфильма. Фильмы созданы таким образом, чтобы их понимали малограмотные и необразованные зрители. ВУФКУ регулярно приглашали на международные конференции, посвящённые научно-популярному кино. Благодаря этому и украинские ленты имеют возможность экспортироваться за границу (например «Бешенство и борьба с ним» Д. Волжина для Института Пастера или «Аскания-Нова» Г. Тасина, которая была премирована в 1925 году в Париже)

## Упадок и уничтожение ВУФКУ
Благодаря тому, что Украинская ССР на длительное время сумела сохранить свои дипломатические представительства и торгпредствительство за рубежом, украинские фильмы имели возможность демонстрироваться на выставках и кинематографических мероприятиях в Лейпциге, Милане, Париже, Кенигсберге, Вене, Праге, Марселе, Кёльне, Мадриде. Украинское кинопроизводство было предметом заинтересованности австрийских историков и Пражского киномузея. Повсюду были публикации о ВУФКУ. Известные люди Франции регулярно пишут об украинском кино: Анри Барбюс, Леон Мусинак, Рене Маршан, Евгений Деслав. Последний даже создал филиал «Общества друзей советского кино» «Друзья украинского кино» и рекламирует фильмы, невзирая на отсутствие настоящих рынков сбыта в результате изоляции советских стран. В 1927 году нарком образования Н. Скрипник во время своего визита к Французской республике даже пытался установить прямые культурные связи между Советской Украиной и Францией. Украинский нарком пытался дать как можно больше информацию относительно фильмов ВУФКУ, которые слишком часто считали русской продукцией.
Тем временем в Москве в конце 1927 года появилась идея подчинить кино союзных республик центру. О. Шуб, директор ВУФКУ на то время, опротестовывает эти намерения на страницах журнала «Кино» : «Ясно, что задаваться вопросом об объединении всех национальных киноорганизаций под одним руководством, ставить это дело так и решать её легким движением руки, как это пытается тов. Луначарский — это все равно, что задаваться вопросом об объединении под единственным руководством школьного дела всех национальных республик. Установление какого-то единого управления всей союзной кинематографией приведет к разрушению этого участка национальной культуры, к гегемонии одной киноорганизации над всеми другими» (1927 № 21 — 22). Руководство ВУФКУ обратилось к Председателю Наркомобраза М.Скрипнику, отправлялись делегации в Москву, которые на разных уровнях отстаивали независимость кино. Но в марте 1928 года, после Всесоюзного партийного киносовещания, руководство ВУФКУ было изменено, О. Шуб был отправлен в отставку, а на его место пришёл Иван Воробьёв (успехи следующих 2-х годов — это результаты работы ещё предыдущего руководства). Пионеров, которые подняли ВУФКУ — Чардынина, Гардина, Лундина, Сазонова — называют реакционерами, ностальгирующими по дореволюционному кино. 1929 год стал годом большого перелома, в кино Украины свертывались достигнутые за семь лет деятельности ВУФКУ успехи — как творческие, так и экономические. Происходят многочисленные реорганизации на киностудиях, рассылаются циркуляры, в которых главными пунктами является идеологическая точность, культурная революция, комсомолизация и пролетаризация, а также контроль над совместным производством с заграницей. Начало конца золотого времени украинского возрождения в кино было положено.
Кино Украины было независимым, то есть подчинённым Наркомобразу Украины, формально — до 1933 года(год принятия постановления Совнарокма СССР «Об организации главного управления кинофотопромышленности при Совнаркоме СССР»), а фактически — до 1929 года. Но силы оказались неравными. Падение производства началось в 1929 г., длилось оно и в 1930-м. В ноябре 1930 года ВУФКУ было реорганизовано в «Украинафильм», подчинённое «Союзкино»(какое возникло на остатках «Совкино»), а ещё через несколько лет, с окончательной потерей экономической независимости, это учреждение прекратило своё существование.